# 穆罕默德·伊本·阿里·塞努西
穆罕默德·伊本·阿里·塞努西（1787年—1859年），全名西迪·穆罕默德·伊本·阿里·塞努西·穆贾希里·伊德里西，是阿尔及利亚穆斯林神学家和领导人，于1837年创立了塞努西神秘教团。他的神秘主义运动帮助利比亚在1947年2月10日擺脫意大利統治。塞努西的孙子伊德里斯一世在1951年至1969年期间擔任利比亚的国王。 